# .укр
.укр — в Інтернеті, інтернаціоналізоване доменне ім'я національного домену верхнього рівня (IDN ccTLD).

## Історія виділення домену
Український мережевий інформаційний центр, маючи повноваження від уряду України, 16 листопада 2009 року подав в ICANN заявку на домен «.укр».
В ході подачі матеріалів заявки в таблицю дозволенних символів до реєстрації кириличних доменних імен вперше було включено символ апострофа (U+02BC) не як розділовий знак, а саме як букву, а також букви «Ґ-ґ», «Ї-ї», «І-і», «Є-є», з метою відображення всієї різноманітності слів української мови.
Про апостроф
Питання про доцільність вживання апострофа (U+02BC) було направлене на розгляд робочої групи ICANN Cyrillic Case Study group, до складу якої увійшли і українські представники. Його рекомендовано вживати, коли він не є знаком пунктуації, що розділяє літери, а є частиною слова. На підтримку вживання апострофа на адресу робочої групи ICANN Cyrillic Case Study group було направлено лист.

## Роль УМІЦ
Українським мережевим інформаційним центром запропонована процедура інсталяції української розкладки клавіатури, що містить символи, які сьогодні відсутні на клавіатурі, тобто йдеться про символ апострофа (U+02BC) як букви, а не апострофа — розділового знаку (U+0027).
Український мережевий інформаційний центр створює технічну базу для обслуговування домену.
Розроблено проєкт «Правил реєстрації доменних імен» з урахуванням попередніх результатів засідань Регламентного комітету Українського мережевого інформаційного центру та положень Концепції розвитку національного домену. Проєкт Правил буде представлено для громадського обговорення, після чого він пройде процедуру затвердження. Планується, що на першому етапі реєстрацію імен відкриють лише для власників торговельних марок та державних організацій, щоб унеможливити кіберсквотинг — реєстрацію доменних імен, співзвучних з назвами відомих компаній чи організації, аби потім їх перепродати або розмістити там рекламу.

## Завершено етап String Evaluation
1 березня 2011 року міжнародна корпорація з надання інтернет-адрес (ICANN) оголосила про успішне завершення етапу String Evaluation для української заявки на домен .УКР.

## Делегування національного кириличного домену верхнього рівня .УКР
Рада директорів ICANN на своєму засіданні 28 лютого схвалила запит на делегування для України кириличного домену верхнього рівня .УКР.
Завершальним кроком перед появою в кореневих серверах Інтернет відповідного запису про домен .УКР повинне бути схвалення рішення Ради директорів ICANN з боку Департаменту комерції США.
19 березня 2013 року було завершено процедуру делегування національного кириличного домену верхнього рівня .УКР (.xn--j1amh) — новий домен України з'явився у кореневій системі доменних імен Інтернет.
Першими доменами було зареєстровано уміц.укр, усиц.укр, тест.укр.

## Початок реєстрації
Основні засади реєстрації доменних імен у домені .укр:
1) При реєстрації доменних імен в домені .УКР реалізується принцип «відкритої реєстрації», який передбачає, що Заявник самостійно визначає ім'я домену, який він бажає зареєструвати в другому рівні домену .УКР (наприклад, ІМ'Я.УКР). При цьому використовується принцип «перший прийшов — перший обслугований». До реєстрації доступні усі вільні доменні імена, якщо слова та словоформи на основі яких утворюються доменні імена не включені у «стоп-лист».
2) Наявність домену в домені .УКР не є ознакою належності чи неналежності Реєстранта до Українського сегмента мережі Інтернет та не може використовуватись як умова здійснення господарської чи підприємницької діяльності в Україні.
3) В домені .УКР реєструються тільки доменні імена другого рівня.
4) Доменні імена в домені .УКР реєструються за бажанням Замовника на строк від 1 року до 10 років.
5) В домені .УКР дозволяється реєстрація доменних імен виключно з використанням букв української і російської мов, арабських цифр, дефіса усередині доменного імені та апострофу відповідно до таблиці кодування, що визначається Адміністратором домену .УКР. Використання букв латиниці у доменних іменах в домені .УКР не дозволяється.
6) З метою захисту власників прав інтелектуальної власності та інших спеціальних категорій Реєстрантів, що визначатимуться в Правилах реєстрацій і користування доменними іменами в домені .УКР реєстрації починаються з періоду пріоритетної реєстрації.
Реєстрації доменних імен в домені .укр стали можливими після прийняття Концепції впровадження та розвитку домену .УКР, що була затверджена Координаційною Радою UANIC.
У зв'язку з тим, що до складу Координаційної Ради входять представники ринку з боку бізнесу, громадських організацій і представники держорганів, Концепція розглядається як документ, по якому досягнута кваліфікована згода більшості цих сторін (див. п.3. Про схвалення оновленої редакції Концепції впровадження та розвитку домену .УКР Протоколу № 13 від 16.08.2013).
Перші кириличні домени органів центральної виконавчої влади України (президент.укр, кабмін.укр, кабінетміністрів.укр) запрацювали 21 серпня 2013 року. Того ж дня домен .укр був презентований прем'єр-міністром України Миколою Азаровим на урядовому засіданні.
З моменту початку реєстрації і користування доменними іменами в домені .УКР впродовж 5 місяців починається період пріоритетної реєстрації для власників прав інтелектуальної власності і інших спеціальних категорій Реєстрантів, які визначаються в тимчасових Правилах реєстрацій і користування доменними іменами в домені .УКР.
Період пріоритетної реєстрації відкритий спеціально в цілях захисту інтересів власників торговельних марок, об'єктів інтелектуальної власності, комерційних (фірмових) найменувань підприємств, повних або скорочених офіційних або загальновживаних і добре відомих назв тощо. Всього тимчасовими Правилами реєстрації і користування доменними іменами в домені .УКР визначено 16 категорій, відносно яких застосовуються положення щодо пріоритетної реєстрації.
Концепцією впровадження та розвитку домену .УКР та Правилами реєстрації та користування доменними іменами в домені .УКР передбачено, що період пріоритетної реєстрації може бути продовжений за рішенням Координаційної Ради з метою захисту від кіберсквотингу.

## Виноски
1. ↑  Прес-конференція в ІМК. Реєстрація домену. УКР та актуальні питання в українському адресному просторі. Архів оригіналу за 22 серпня 2014. Процитовано 2 червня 2012.
2. ↑  Unicode Technical Report #8. THE UNICODE STANDARD®, VERSION 2.1. Архів оригіналу за 21 травня 2012. Процитовано 11 червня 2012.
3. ↑  Учасниками інтернет-ринку реєстрації доменних імен направлений лист до робочої групи ICANN на підтримку українського апострофа. Архів оригіналу за 14 лютого 2017. Процитовано 14 лютого 2017.
4. ↑  Доступна раскладка украинского языка на клавиатуре с ранее отсутствующими символами апострофа, гривны и Ґ. Архів оригіналу за 7 грудень 2013. Процитовано 8 червень 2012. [Архівовано 2013-12-07 у Wayback Machine.]
5. ↑  Україна отримала кириличний домен «.укр» (bbc.co.uk, 04.03.2011). Архів оригіналу за 13 листопада 2011. Процитовано 13 липня 2011.
6. ↑  IDN ccTLD Request From Ukraine Successfully Passes String Evaluation. Архів оригіналу за 14 червня 2012. Процитовано 2 червня 2012.
7. ↑   Delegation of the .укр domain representing Ukraine
8. ↑  IDN таблиця для зони .УКР. Архів оригіналу за 12 січня 2014. Процитовано 12 січня 2014.
9. ↑  Тимчасова Концепція впровадження та розвитку домену .УКР. Архів оригіналу за 11 січня 2014. Процитовано 12 січня 2014.
10. ↑  Протокол № 13 від 16.08.2013 засідання Координаційної Ради ОП УМІЦ (PDF). Архів оригіналу (PDF) за 12 січня 2014. Процитовано 12 січня 2014.
11. ↑  Микола Азаров: В Україні запрацював кириличний домен «.УКР». Архів оригіналу за 26 серпня 2013. Процитовано 21 серпня 2013.
12. ↑  Тимчасові Правила реєстрації та користування доменними іменами в домені .УКР. Архів оригіналу за 11 січня 2014. Процитовано 11 січня 2014.